# 希尔达·詹姆斯
希尔达·詹姆斯（英語：Hilda James，1904年4月27日—1982年7月27日），英国女子游泳运动员，主攻自由泳。她曾代表英国参加1920年夏季奥林匹克运动会游泳比赛，获得女子4×100米自由泳接力银牌。